# Robin Cousins
Robert John Cousins (Bristol, Inglaterra, 17 de agosto de 1957) é um ex-patinador artístico britânico. Ele foi campeão olímpico em 1980.

## Principais resultados
| Resultados                                                            | Resultados        | Resultados       | Resultados       | Resultados       | Resultados        | Resultados        | Resultados        | Resultados       | Resultados    | Resultados    | Resultados    | Resultados    |
| Internacional                                                         | Internacional     | Internacional    | Internacional    | Internacional    | Internacional     | Internacional     | Internacional     | Internacional    | Internacional | Internacional | Internacional | Internacional |
| Evento/Temporada                                                      | 1972– 1973        | 1973– 1974       | 1974– 1975       | 1975– 1976       | 1976– 1977        | 1977– 1978        | 1978– 1979        | 1979– 1980       |               |               |               |               |
| --------------------------------------------------------------------- | ----------------- | ---------------- | ---------------- | ---------------- | ----------------- | ----------------- | ----------------- | ---------------- | ------------- | ------------- | ------------- | ------------- |
| Jogos Olímpicos                                                       |                   |                  |                  | 10.º             |                   |                   |                   | Medalha de ouro  |               |               |               |               |
| Campeonato Mundial                                                    |                   |                  | 10.º             | 9.º              | WD                | Medalha de bronze | Medalha de prata  | Medalha de prata |               |               |               |               |
| Campeonato Europeu                                                    | 15.º              | 11.º             | 11.º             | 6.º              | Medalha de bronze | Medalha de bronze | Medalha de bronze | Medalha de ouro  |               |               |               |               |
| Grand Prix St. Gervais                                                |                   |                  |                  |                  | Medalha de ouro   |                   |                   |                  |               |               |               |               |
| NHK Trophy                                                            |                   |                  |                  |                  |                   |                   |                   | Medalha de ouro  |               |               |               |               |
| Skate Canada International                                            |                   |                  |                  |                  | Medalha de prata  | Medalha de ouro   |                   |                  |               |               |               |               |
| Nacional                                                              |                   |                  |                  |                  |                   |                   |                   |                  |               |               |               |               |
| Campeonato Britânico                                                  | Medalha de bronze | Medalha de prata | Medalha de prata | Medalha de prata | Medalha de ouro   | Medalha de ouro   | Medalha de ouro   | Medalha de ouro  |               |               |               |               |
|                                                                       |                   |                  |                  |                  |                   |                   |                   |                  |               |               |               |               |
| Legenda: WD = Abandonou; Competição não foi disputada nesta temporada |                   |                  |                  |                  |                   |                   |                   |                  |               |               |               |               |